# 宮本光晴
宮本 光晴（みやもと みつはる、1948年7月28日 - ）は、日本の経済学者。
専修大学経済学部名誉教授。専門は企業組織論。

## 来歴
大阪府大阪市出身。西部邁に師事した。1973年横浜国立大学経済学部卒業。1979年一橋大学大学院経済学研究科博士課程単位取得退学。
1996年専修大学より博士（経済学）の学位を授与される。博士論文は「人と組織の社会経済学」。
『表現者』において、「現代ビジネス文明批判」を連載している。

## 著書

### 単著
- 人と組織の社会経済学（東洋経済新報社、1987）
- 企業と組織の経済学　新経済学ライブラリ16（新世社、1991）
- 日本人はなぜイギリスに憧れるか　歴史と保守への問い（PHP研究所、1997）
- 日本型システムの深層　迷走する改革論（東洋経済新報社、1997）
- 日本の雇用をどう守るか　日本型職能システムの行方（PHP研究所、1999）
- 変貌する日本資本主義　市場原理を超えて（筑摩書房、2000）
- 企業システムの経済学　新経済学ライブラリ28（新世社、2004）
- 日本の企業統治と雇用制度のゆくえ：ハイブリッド組織の可能性（ナカニシヤ出版、2014）
- The New Japanese Firm as a Hybrid Organization (Springer, 2018)

### 共著
- 命題コレクション経済学（佐伯啓思、間宮陽介、筑摩書房、1990）

### 共編著
- 高度産業社会と国家（正村公宏、筑摩書房,1988）
- モビリティ社会への展望　変動する日本型雇用システム（富永健一、慶應義塾大学出版会、1998）

### 訳書
- 企業者論の系譜　18世紀から現代まで（著：ロバート・F.ヘバート、アルバート・N.リンク、共訳：池本正純、ホルト・サウンダース・ジャパン、1984）
- 雇用システムの理論　社会的多様性の比較制度分析（著：デヴィッド・マースデン、共訳：久保克行、NTT出版、2007）
- 外資が変える日本的経営（著：ジョージ・オルコット、共訳：平尾光司、山内麻理、日本経済新聞出版社、2010）

### 一部執筆
- 人と時代と経済学　現代を根源的に考える（編：原田博夫、専修大学出版局、2005）
- 日本の企業と雇用　長期雇用と成果主義のゆくえ（編：労働政策研究・研修機構、労働政策研究・研修機構、2007）